# Panique au 31
Pour plus de détails, voir Fiche technique et Distribution.
Panique au 31 est un téléfilm français, écrit par Arnaud Ducret et Tom Villa, réalisé par Gaël Leforestier réunissant une quarantaine de personnalités, et diffusé en France et en Belgique en décembre 2024.

## Synopsis
Arnaud est propriétaire d'une boîte de nuit, le Passo Club, hérité de ses parents. Malheureusement, l'entreprise est en grande difficulté financière. Mme Leroux, la banquière d'Arnaud, lui donne cependant une dernière chance en laissant l'établissement ouvert pour le 31 décembre. Arnaud décide donc d'organiser la plus grande fête que la boîte ait connue pour renflouer les caisses et éviter la fermeture.

## Fiche technique
- Titre original : Panique au 31
- Réalisation : Gaël Leforestier
- Scénario : Arnaud Ducret et Tom Villa
  - Collaboration au scénario : Thomas Maurion, Xavier Naud et Karina Siamer
- Musique :
- Production : Arnaud Ducret, Thibaut Vales, Cyril Dufresne, Gaëlle Cholet, Guillaume Renouil et Jean-Philippe Lemonnier
- Photographie : Edwin Broyer
- Montage : Alexandre André et Céline Gapais
- Sociétés de production : Jifé Productions, Elephant Story, 13.34 Productions, TF1 Production
- Société de distribution : TF1 Distribution
- Pays d'origine :  France
- Langue originale : français
- Format : couleur
- Genre : comédie
- Durée : 100 minutes
- Dates de première diffusion :
  - Belgique : 14 décembre 2024 sur RTL tvi
  - France : 30 décembre 2024 sur TF1

## Distribution
(par ordre d'apparition) :
- Arnaud Ducret : Arnaud
- Isabelle Nanty : Martine Leroux, la banquière
- Claudette Walker : la mamie du karaoké
- Claire Francisci-Ducret : la danseuse de pole dance
- Franck Adrien : le gendarme
- Nikos Aliagas : lui-même (voix à la radio)
- Tom Villa : Tom
- Cartman : Michel, le serveur
- Karen Dersé : Karen
- Élodie Poux : Cindy, la barmaid
- Mathieu Madénian : Ludo, le barman
- Michèle Bernier : la mère d'Arnaud
- Lionnel Astier : le père d'Arnaud
- François-Xavier Demaison : Sanchez, l'électricien
- Corinne Masiero : la cheffe en conditionnelle
- Christophe Willem : Christophe
- PEF : DJ Sylvain
- David Voinson : David, le videur
- Jean-Claude Muaka : Jean-Claude, le videur
- Laurent Mouton : le 1er client du club
- Laurent Mariotte : Mister Croque
- Chicandier : le cuisinier boucher
- Santa : la cuisinière vegan
- Laurent Ruquier : lui-même
- Les Bodin's : eux-mêmes
- François Berléand :  François
- Mathys Buasson : Nico, le mannequin
- Pierre-Louis Lanvin : Karl, le mannequin
- Sten Von Rosen : Oscar, le mannequin
- Michaël Gregorio : Michaël
- Jeff Panacloc : Jeff
- Maxime Gasteuil : Max
- Pierre Arditi : Pierre
- Anne Le Nen : Anne, la femme de Pierre
- Évelyne Bouix : Corinne, la maîtresse de Pierre
- Omar Mebrouk : Jean-Phi
- Andy Coq : Thibault
- Aurélia Ciattoni : Déborah
- Guillaume Clémencin : Julien
- Philippe de Monts : Stéphane
- Jean-Louis Barcelona : Patrick
- Christophe Canard : Didier
- Romain Francisco : le client « ni oui ni non »
- Lola Dubini : Lola
- Élodie Varlet : Manon
- Florent Dorin : Alphonse
- Patrick Hernandez : lui-même

## Audiences
| Titre                    | Date de diffusion France | Horaire           | Nombre de téléspectateurs | Part de marché (sur les 4 ans et plus) | Part de marché (FRDA-50) | Classement | Réf.  |
| ------------------------ | ------------------------ | ----------------- | ------------------------- | -------------------------------------- | ------------------------ | ---------- | ----- |
| Panique au 31 - Partie 1 | 30 décembre 2024         | 21 h 10 - 22 h 00 | 4 370 000                 | 22,9 %                                 | 27,4 %                   | 1er        | [ 3 ] |
| Panique au 31 - Partie 2 | 30 décembre 2024         | 22 h 05 - 23 h 05 | 3 810 000                 | 23,5 %                                 | 28,7 %                   | 1er        | [ 3 ] |